# Mañueta
Mañueta (en castellà i oficial: Baños de Ebro) és un municipi d'Àlaba, de la Quadrilla de Laguardia-Rioja Alabesa. El municipi limita al nord amb Samaniego i Villabuena de Álava/Eskuernaga, a l'est amb Elciego, a l'oest amb el municipi riojà de San Vicente de la Sonsierra i al sud el curs meandriforme de l'Ebre el separa també del municipi riojà de Torremontalbo. La capital de la comarca, Laguardia, està 10 km en direcció oest. La capital provincial, Vitòria se situa a 45 km. La ciutat de Logronyo, capital de La Rioja està a només 26 km. El poble més proper és Villabuena de Álava a 3 km.

## Economia i societat
És un municipi rural, amb un dels índexs més alts de població activa dedicat a l'activitat agrària del País Basc (prop del 80% de la població). La major part de la població viu de l'agricultura i més concretament del cultiu de la vinya, que ocupa prop del 75% de l'àrea conreada en el municipi. En el municipi hi ha catorze cellers censats que produeixen vi de rioja, sent la major part dels productors agricultors que fabriquen el seu propi vi. En el poble no hi ha una gran indústria vitivinícola muntada, sinó que la major part de la producció de vinya es ven als cellers dels pobles veïns. La resta d'activitats econòmiques en el municipi tenen escassa importància.
La població de ñueta ha sofert una evolució oscil·lant al llarg del segle xx. En 1900 tenia 430 habitants, van arribar a ser 500 a mitjan segle i des de fa uns 20 anys ronda els 300-350 habitants. L'actual alcalde és Roberto Blanco Pascual del PP. En les últimes eleccions autonòmiques celebrades en abril de 2005 el partit més votat va ser el conservador PP amb el 41,5% dels vots, seguida de la coalició nacionalista basca PNB-EA amb un 40,1% i a molta distància pel PSE-PSOE que va obtenir un 10,5% dels vots.

## Història
S'han trobat a Mañueta restes romanes que semblen remuntar els orígens d'aquesta població a aquella època. Es tracta concretament de tres làpides de l'època tardorromana de les quals es conserva una amb inscripcions i dibuixos. Durant l'Edat Mitjana la població rebia el nom de Baños de Navarra. Era un dels passos més utilitzats per a travessar el riu Ebre, primer amb barca i després amb un pont. Va pertànyer a la jurisdicció de la vila de Laguardia fins a 1666 quan es va convertir en vila. En 1997 va adoptar la seva actual denominació bilingüe de Baños de Ebro/Mañueta.

### Evolució demogràfica recent
| Evolució demogràfica del municipi entre 1991 i 2005 | Evolució demogràfica del municipi entre 1991 i 2005 | Evolució demogràfica del municipi entre 1991 i 2005 | Evolució demogràfica del municipi entre 1991 i 2005 |      |
| --------------------------------------------------- | --------------------------------------------------- | --------------------------------------------------- | --------------------------------------------------- | ---- |
| 1991                                                | 1996                                                | 2001                                                | 2004                                                | 2005 |
| 332                                                 | 335                                                 | 336                                                 | 336                                                 | 344  |

## Patrimoni
- L'Església parroquial de Ntra. Sta. de l'Antiga és un edifici barroc de planta de creu llatina. Va ser construïda en dues fases, la primera en el segle xvi i la segona en el segle xviii. La portada és d'un estil de barroc decadent. La imatge de Santa Maria de l'Antiga que es venera en l'església és de l'estil andra mari.
- L'Ermita de San Cristóbal, des d'on es domina tot el poble.
- En la propera foresta San Quiles s'han trobat, en una parcel·la propietat de Roberto Miguel Blanco, restes d'un poblat fortificat protohistòric i ceràmiques decorades de l'edat del ferro.

## Festes i tradicions
- Les festes patronals se celebren el 24 d'agost en honor de Sant Bartomeu. També se celebren festes el 10 de juliol en honor de Sant Cristòfor, ja que hi ha una ermita consagrada a aquest sant en el municipi.
- A Mañueta es tenia la tradició de la Crema del Judes, en la qual un ninot era jutjat i sentenciat a la foguera com boc expiatori dels mals del poble. Aquesta tradició es va perdre en la dècada de 1930.

## Personatges il·lustres
- Rafael de Miguel: Antic alcalde de Mañueta pel PNB. Va ser escollit el 1984 diputat foral d'Àlaba.